# Epicauta latitarsis
Epicauta latitarsis es una especie de coleóptero de la familia Meloidae.

## Distribución geográfica
Habita en Perú.